# دادغان
دادغان یکی از روستاهای دهستان بازرجان بخش مرکزی شهرستان تفرش در استان مرکزی ایران است